# Premi e riconoscimenti degli AKMU
Questa è una lista dei premi e dei riconoscimenti ricevuti dagli AKMU, gruppo musicale sudcoreano che debuttò nell'aprile 2014 sotto la YG Entertainment.

## Premi coreani
Circle Chart Music Award
| Anno | Premio                                          | Ricevente                                              | Risultato       |
| ---- | ----------------------------------------------- | ------------------------------------------------------ | --------------- |
| 2015 | Nuovo artista dell'anno                         | AKMU                                                   | Candidato/a     |
| 2015 | Canzone dell'anno (aprile)                      | "200%"                                                 | Vincitore/trice |
| 2017 | Canzone dell'anno (maggio)                      | "Re-Bye"                                               | Candidato/a     |
| 2017 | Canzone dell'anno (maggio)                      | "How People Move"                                      | Candidato/a     |
| 2018 | Canzone dell'anno (gennaio)                     | "Last Goodbye"                                         | Vincitore/trice |
| 2018 | Canzone dell'anno (luglio)                      | "Dinosaur"                                             | Candidato/a     |
| 2020 | Artista dell'anno - musica digitale (settembre) | "How Can I Love the Heartbreak, You're the One I Love" | Vincitore/trice |

Golden Disc Awards
| Anno | Premio                        | Ricevente                                              | Risultato       |
| ---- | ----------------------------- | ------------------------------------------------------ | --------------- |
| 2015 | Disco Bonsang                 | Play                                                   | Candidato/a     |
| 2015 | Bonsang digitale              | "200%"                                                 | Candidato/a     |
| 2015 | Nuovo artista dell'anno       | AKMU                                                   | Candidato/a     |
| 2015 | Premio popolarità             | AKMU                                                   | Candidato/a     |
| 2017 | Bonsang digitale              | "Re-Bye"                                               | Candidato/a     |
| 2017 | Premio popolarità             | AKMU                                                   | Candidato/a     |
| 2017 | Asian Choice Popularity Award | AKMU                                                   | Candidato/a     |
| 2018 | Daesang digitale              | "Last Goodbye"                                         | Candidato/a     |
| 2018 | Bonsang digitale              | "Last Goodbye"                                         | Vincitore/trice |
| 2018 | Premio popolarità globale     | AKMU                                                   | Candidato/a     |
| 2020 | Bonsang digitale              | "How Can I Love the Heartbreak, You're the One I Love" | Vincitore/trice |

Korean Music Award
| Anno | Premio                               | Ricevente | Risultato       |
| ---- | ------------------------------------ | --------- | --------------- |
| 2014 | Principiante dell'anno               | AKMU      | Candidato/a     |
| 2014 | Miglior album pop                    | Play      | Vincitore/trice |
| 2014 | Miglior canzone pop                  | "Melted"  | Candidato/a     |
| 2014 | Netizens' Choice: Artist of the Year | AKMU      | Candidato/a     |

Korea First Brand Awards
| Anno | Premio                  | Ricevente | Risultato       |
| ---- | ----------------------- | --------- | --------------- |
| 2020 | Singer-songwriter Award | AKMU      | Vincitore/trice |

Melon Music Award
| Anno | Premio                     | Ricevente      | Risultato       |
| ---- | -------------------------- | -------------- | --------------- |
| 2013 | Canzone dell'anno          | "Crescendo"    | Candidato/a     |
| 2013 | Premio miglior OST         | "I Love You"   | Candidato/a     |
| 2014 | Top 10 artisti             | AKMU           | Vincitore/trice |
| 2014 | Artista dell'anno          | AKMU           | Candidato/a     |
| 2014 | Album dell'anno            | Play           | Candidato/a     |
| 2014 | Canzone dell'anno          | "200%"         | Candidato/a     |
| 2014 | Miglior canzone Folk/Blues | "200%"         | Vincitore/trice |
| 2016 | Album dell'anno            | Spring         | Candidato/a     |
| 2016 | Artista dell'anno          | AKMU           | Candidato/a     |
| 2016 | Top 10 artisti             | AKMU           | Vincitore/trice |
| 2016 | Miglior canzone Folk/Blues | "Re-Bye"       | Candidato/a     |
| 2017 | Album dell'anno            | Winter         | Candidato/a     |
| 2017 | Canzone dell'anno          | "Last Goodbye" | Candidato/a     |
| 2017 | Miglior canzone Folk/Blues | "Last Goodbye" | Candidato/a     |
| 2019 | Top 10 Artists             | AKMU           | Candidato/a     |
| 2019 | Album of the Year          | Sailing        | Candidato/a     |
| 2019 | Best Rock                  | "Freedom"      | Candidato/a     |

Mnet Asian Music Award
| Anno | Premio                         | Ricevente                                              | Risultato   |
| ---- | ------------------------------ | ------------------------------------------------------ | ----------- |
| 2014 | Miglior nuovo artista          | AKMU                                                   | Candidato/a |
| 2014 | Artista dell'anno              | AKMU                                                   | Candidato/a |
| 2019 | Best Vocal Performance – Group | "How Can I Love the Heartbreak, You're the One I Love" | Candidato/a |
| 2019 | Canzone dell'anno              | "How Can I Love the Heartbreak, You're the One I Love" | Candidato/a |
| 2019 | Top 10 globale scelta dai fan  | AKMU                                                   | Candidato/a |

 Seoul Music Award 
| Anno | Premio                 | Ricevente | Risultato   |
| ---- | ---------------------- | --------- | ----------- |
| 2015 | Premio bonsang         | AKMU      | Candidato/a |
| 2015 | Premio nuovo artista   | AKMU      | Candidato/a |
| 2015 | Premiò popolarità      | AKMU      | Candidato/a |
| 2015 | Premio speciale Hallyu | AKMU      | Candidato/a |
| 2017 | Premio bonsang         | AKMU      | Candidato/a |
| 2017 | Premio popolarità      | AKMU      | Candidato/a |
| 2017 | Premio speciale Hallyu | AKMU      | Candidato/a |
| 2018 | Premio bonsang         | AKMU      | Candidato/a |
| 2018 | Premio popolarità      | AKMU      | Candidato/a |
| 2018 | Premio speciale Hallyu | AKMU      | Candidato/a |

## Premi internazionali
World Music Award
| Anno | Premio                    | Ricevente   | Risultato   |
| ---- | ------------------------- | ----------- | ----------- |
| 2014 | Miglior canzone del mondo | "200%"      | Candidato/a |
| 2014 | Miglior canzone del mondo | "Give Love" | Candidato/a |
| 2014 | Miglior canzone del mondo | "Melted"    | Candidato/a |
| 2014 | Miglior gruppo del mondo  | AKMU        | Candidato/a |
| 2014 | World's Best Live Act     | AKMU        | Candidato/a |
| 2014 | Miglior video del mondo   | "200%"      | Candidato/a |

## Altri premi
| Cyworld Digital Music Award |                                          |                      |                 |
| 2012                        | Principiante del mese – dicembre         | "You are Attractive" | Vincitore/trice |
| SBS Awards Festival         |                                          |                      |                 |
| 2014                        | Top 10 artisti                           | AKMU                 | Vincitore/trice |
| Bugs Awards                 |                                          |                      |                 |
| 2014                        | Album dell'anno                          | Play                 | Candidato/a     |
| 2014                        | Top 10 Album                             | Play                 | Vincitore/trice |
| 2014                        | Canzone dell'anno                        | "200%"               | Candidato/a     |
| 2014                        | Top 10 canzoni                           | "200%"               | Vincitore/trice |
| 2014                        | Principiante dell'anno                   | AKMU                 | Vincitore/trice |
| Naver Yearly Rankings       |                                          |                      |                 |
| 2014                        | Top 10 Album                             | Play                 | Vincitore/trice |
| 2014                        | Top 10 canzoni                           | "200%"               | Vincitore/trice |
| 2017                        | Miglior canzone Rock/Folk                | "Last Goodbye"       | Vincitore/trice |
| 2017                        | Top 5 canzoni più scaricate              | "Last Goodbye"       | Vincitore/trice |
| 2017                        | Top 5 canzoni più ricercate              | "Last Goodbye"       | Vincitore/trice |
| Korean Advertising Congress |                                          |                      |                 |
| 2015                        | Gran Premio per il modello di pubblicità | AKMU                 | Vincitore/trice |